# Sven Gréen
Sven Gustaf Gréen, född 9 december 1905 i Stockholm, död 22 april 1990, var en svensk trädgårdsexpert. Han var son till John Gréen.
Gréen tog trädgårdsmästarexamen 1932, blev candidatus hortonomiæ (i Köpenhamn) 1935, agronomie magister 1944 och agronomie licentiat 1958. Han var assistent vid W. Weibull AB 1935–1945, trädgårdsdirektör och rektor för Kungliga Skogs- och Lantbruksakademiens trädgårdsskola och trädgård 1945–1963, och därefter rektor för trädgårdsskolan i Norrköping 1963–1970.
Gréen var ordförande i trädgårdsyrkets lärlingsnämnd 1948–1960, trädgårdsnäringens yrkesnämnd 1960–1975, ordförande eller ledamot i ett flertal styrelser för trädgårdssammanslutningar och ledamot av 1946 års trädgårdsundervisningskommitté. Han blev 1962 ledamot av Kungliga Skogs- och Lantbruksakademien. Han skrev handböcker i trädgårdsodling och angränsande ämnen, var medarbetare i större fackarbeten, i fack- och dagspress samt i radio och television.
Sven Gréen är gravsatt i minneslunden på Danderyds kyrkogård.